# Nader Abdussalam Al Tarhouni
Nader Abdussalam Al Tarhouni (ar. نادر الترهوني, ur. 24 października 1979) – libijski piłkarz grający na pozycji pomocnika.

## Kariera klubowa
Karierę piłkarską Al Tarhouni rozpoczął w klubie Al-Ittihad Trypolis. W jego barwach zadebiutował w 2000 roku w pierwszej lidze libijskiej. W Al-Ittihad grał do 2005 roku. W tym okresie trzykrotnie został mistrzem Libii w latach 2002, 2003 i 2005, dwukrotnie zdobył Puchar Libii w latach 2004 i 2005 oraz czterokrotnie Superpuchar Libii w latach 2002-2005.
W 2005 roku Al Tarhouni wyjechał do Kataru, do zespołu Al-Sailiya. W latach 2006–2007 grał w innym klubie katarskiej Q-League Al-Wakrah. Na początku 2008 roku odszedł do kuwejckiego Kazma Sporting Club, a latem tamtego roku wrócił do Al-Ittihad, z którym wywalczył potrójną koronę - mistrzostwo, puchar i superpuchar kraju. Latem 2009 przeszedł do Al-Szaab SC ze Zjednoczonych Emiratów Arabskich.

## Kariera reprezentacyjna
W reprezentacji Libii Al Tarhouni zadebiutował w 2001 roku. W 2006 roku w Pucharze Narodów Afryki 2006 rozegrał 3 spotkania: z Egiptem (0:3), z Wybrzeżem Kości Słoniowej (1:2) i z Marokiem (0:0).